# رامحة ثؤلولية
رامحة ثؤلولية (الاسم العلمي:Dovyalis verrucosa) هي نوع من النباتات تتبع جنس الرامحة من الفصيلة الصفصافية.